# Lathropus sepicola
Lathropus sepicola – gatunek chrząszcza z rodziny Laemophloeidae. Zamieszkuje Europę i Afrykę Północną. Bytuje w uszkodzonym, murszejącym drewnie, gdzie żeruje na grzybach.

## Taksonomia
Gatunek ten opisany został po raz pierwszy w 1821 roku przez Philippa W.J. Müllera pod nazwą Trogosita sepicola. Do nowego rodzaju Lathropus przeniesiony został w 1846 roku przez Wilhelma Ferdinanda Erichsona. Stanowi jego gatunek typowy.

## Morfologia
Chrząszcz o grzbietobrzusznie spłaszczonym ciele długości od 1,5 do 2 mm. Ubarwienie ma ciemnobrunatne do czarnego, zazwyczaj z brunatnymi głaszczkami, odnóżami i czułkami oprócz ciemniejszych buławek. Cały oskórek jest matowy i niemal nagi. Czułki są krótkie i po rozprostowaniu sięgają ku tyłowi tylko do połowy długości przedplecza. Szerokie przedplecze ma lekko i nieregularnie pofalowane krawędzie boczne oraz delikatnie wyrażone żeberka. Pokrywy są od 2,9 do 3,1 raza dłuższe niż szerokie, lekko ku tyłowi poszerzone i zaokrąglone, o wyraźnie zaznaczonych rzędach punktów oraz zmarszczkowato mikrorzeźbionych i ponakłuwanych międzyrzędach. U obu płci odnóża wszystkich par mają pięcioczłonowe stopy.

## Ekologia i występowanie
Owad rozmieszczony od nizin po tereny pagórkowate. Saproksyliczny. Bytuje w drewnie drzew liściastych uszkodzonych przez kornikowate i kózkowate, chętnie w chodnikach wydrążonych przez te chrząszcze, a także murszejących drewnianych płotach i słupach. Zarówno larwy, jak i osobniki dorosłe są mykofagami, żerującymi na owocnikach grzybów z typu workowców, między innymi z rodzaju Diplodia.
Gatunek palearktyczny, znany z Hiszpanii, Francji, Belgii, Niemiec, Polski, Czech, Szwajcarii, Austrii, Włoch, Węgier, Ukrainy i Rumunii i Afryki Północnej. W Polsce spotykany jest bardzo rzadko i lokalnie. Na „Czerwonej liście gatunków zagrożonych Republiki Czeskiej” umieszczony jest jako gatunek narażony na wymarcie (VU).